# 武都郡 (前趙)
武都郡，中国十六国前赵时侨置的郡。
光初八年（325年），前赵的益州武都郡被仇池占据，刘曜侨置武都郡。属秦州，刘曜被石勒俘虏，劉胤从上邽反击，武都郡和陇东郡、武都郡、安定郡、新平郡、北地郡、扶风郡、始平郡一起响应。光初十二年（329年）后赵灭前赵，废武都郡。